# Cipayung Datar
Cipayung Datar is een bestuurslaag in het regentschap Bogor van de provincie West-Java, Indonesië. Cipayung Datar telt 24.737 inwoners (volkstelling 2010).